# Jakut Ibn Abdallah al-Hamawi
Jakut Ibn Abdallah al-Hamawi (ur. 1179 w Anatolii, zm. 1229 w Aleppo) – arabski geograf i pisarz.
Pochodził z greckiej rodziny z Anatolii i z nieznanych powodów został sprzedany w niewolę. W Bagdadzie zakupił go kupiec syryjski z Hamy, który wykształcił go i zatrudnił jako swojego sekretarza, a następnie wyzwolił. Ponieważ jednak Jakut nie posiadał własnego majątku, po nieudanej próbie samodzielnego życia z powrotem zatrudnił się u swojego byłego pana, dla którego pracował aż do jego śmierci. Początkowo w służbie swojego pana, w celach handlowych, następnie zaś w poszukiwaniu książek, Jakut zwiedził dużą część ówczesnego świata islamu, w szczególności zaś Wschodu. Utrzymywał się z poszukiwania i kopiowania rękopisów, które sprzedawał, oraz z handlu książkami. Ze Wschodu wygnał go najazd mongolski. Jakut przeniósł się do Aleppo, gdzie znalazł sobie patrona. Tam też zmarł.
Do naszych czasów przetrwały trzy dzieła Jakuta. Słownik krajów (Mu'dżam al-Buldan), zawierający ułożone alfabetycznie nazwy miejscowości oraz zbiór wiadomości z dziedziny historii, topografii, literatury, folkloru oraz biografie znanych ludzi. Przewodnik człowieka inteligentnego, czyli wiadomości o pisarzach (Irszad al-arib fi ma'rifat al-adib), zwany też krótko Słownikiem pisarzy (Mu'dżam al-udaba), zawierający informacje biograficzne dotyczące pisarzy i uczonych oraz cytaty z poezji i prozy. Jego trzecie dzieło to Zbiór rozmaitych miejscowości o tej samej nazwie (Musztarik). 
Książki te zapewniły mu sławę, a zawarte w nich cytaty są często jedynymi ocalałymi fragmentami dzieł, które poza tym uległy zniszczeniu.